# SKA Rostów nad Donem
SKA Rostów nad Donem (ros. Футбольный клуб СКА Ростов-на-Дону, Futbolnyj Kłub SKA Rostow-na-Donu) – rosyjski klub piłkarski z siedzibą w Rostowie nad Donem.

## Historia
Chronologia nazw:
- 1937—1953: RODKA SKWO Rostów nad Donem (ros. РОДКА СКВО (Ростовский окружной Дом Красной Армии Северо-Кавказского военного округа) Ростов-на-Дону)
- 1954—1956: ODO Rostów nad Donem (ros. ОДО (Окружной Дом офицеров) Ростов-на-Дону)
- 1957—1959: SKWO Rostów nad Donem (ros. СКВО (Спортивный Клуб военного округа) Ростов-на-Дону)
- 1960—...: SKA Rostów nad Donem (ros. СКА (Спортивный Клуб Армии) Ростов-на-Дону)

Piłkarska drużyna RODKA SKWO została założona 27 sierpnia 1937 w mieście Rostów nad Donem.
W 1946 klub debiutował w Trzeciej Grupie, strefie Północnokaukaskiej Mistrzostw ZSRR. Następnie pod nazwą ODO i SKWO występował w rozgrywkach lokalnych.
Dopiero w 1958 ponownie startował w Klasie B, strefie 4, w której zajął pierwsze miejsce, a potem w turnieju finałowym również był na pierwszym miejscu.
W 1959 startował w Klasie A, w której występował do 1985, z wyjątkiem sezonów 1974, 1976–1978, 1982–1983, kiedy to zmagał się w Pierwszej Lidze.
W latach 1986–1989 również występował w Pierwszej Lidze, w 1990 już w Drugiej Lidze, strefie Centralnej, a w 1991 w Drugiej Niższej Lidze.
W Mistrzostwach Rosji klub startował w Drugiej Lidze, strefie 2, w której występował do 1997, z wyjątkiem 1994, kiedy to zmagał się w Trzeciej Lidze.
W 1998 roku klub nawet był zmuszony rozpocząć rozgrywki w Mistrzostwach Rosji spośród drużyn amatorskich.
W 2003 powrócił do Drugiej Dywizji, strefy Południowej, w której występuje do dziś, z wyjątkiem 2002, 2007, 2008, kiedy to reprezentował miasto w Pierwszej Dywizji.

## Sukcesy
- Wicemistrz ZSRR: 1966
- Zdobywca Pucharu ZSRR: 1981
- Finalista Pucharu ZSRR: 1969, 1971,
- 13 miejsce w Rosyjskiej Pierwszej Dywizji: 2008
- 1/8 finału Pucharu Rosji: 2009

## Europejskie puchary
Legenda do wszystkich tabel:
- Q – runda eliminacyjna, 1/16, 1/8, 1/4, 1/2 – odpowiednia faza rozgrywek, Grupa – runda grupowa, 1r gr – pierwsza runda grupowa, 2r gr – druga runda grupowa, F – finał, R – runda, PO – play-off
- k. – rzuty karne, los. – losowanie, Dogr. – dogrywka, w. – zasada bramek strzelonych na wyjeździe

| Sezon   | Rozgrywki                 | Runda | Przeciwnik          | Dom | Wyjazd | Ogólnie |
| ------- | ------------------------- | ----- | ------------------- | --- | ------ | ------- |
| 1981/82 | Puchar Zdobywców Pucharów | 1R    | MKE Ankaragücü      | 3–0 | 2–0    | 5–0     |
| 1981/82 | Puchar Zdobywców Pucharów | 2R    | Eintracht Frankfurt | 1–0 | 0–2    | 1–2     |